# 문장완성검사
문장완성검사(文章完成檢査, Sentence completion Tests, SCT)는 심리학에서 미완성의 문장에 적절한 말을 추가하여 완전한 문장을 만들게 하는 검사로 여기에 사용한 단어를 보고 그 사람의 특성을 이해하는 방식이다. 일반적인 투사적 기법 중 하나로 분류된다.

## 문장과 언어
문장은 그림과는 또다른 심리적 표현의 언어적 기능을 다룬다. 한편  아동복지학의 저명한 하은혜 교수는 '문장완성검사'에대한 발표자료에서 "모든 투사적 검사는 사실상 어떤 형태이건 피검자의 주관적 경험에 의해 완성시켜야할 모호한 부분을 포함하고 있기 마련이다."라고 언급한바 있다.

## 개발
헤르만 에빙하우스(Hermann Ebbinghaus)는 일반적으로 1897년에 첫 번째 문장완성검사(SCT)를 개발한 것으로 알려져 있다. 에빙하우스(Ebbinghaus)의 문장 완성 테스트는 지능 테스트의 일부로 사용되었습니다. 동시에 카를 융(Carl Jung)의 단어 연관성 테스트는 현대 문장 완성 테스트의 선구자 일 수도 있다. 더욱이 최근 수십 년 동안 문장 완성 테스트는 부분적으로 개발과 관리가 쉽기 때문에 사용이 증가했다. 1980년대 현재 문장 완성 테스트는 85번째로 가장 널리 사용되는 성격 평가 도구였다.문장 완성 테스트의 사용이 증가한 또 다른 이유는 상충되는 태도를 발견하는 데있어 다른 측정보다 우월하기 때문이다. 일부 문장 완성 테스트는 동일한 구성의 주제별 인식 측정과 관련된 문제를 극복하기위한 방법으로 개발되었다.

## 주요 SCT
-RISB(Rotter Incomplete Sentence Blank)
- MSCT(Miner Sentence Completion Test)
- WUSCTWashington University Sentence Completion Test)

## 같이 보기
- 벤더-게슈탈트 검사(BGT)
- 집-나무-사람 검사(House-Tree-Person test,HTP)
- TAT